# 凌笪镇
凌笪镇，是中华人民共和国安徽省宣城市郎溪县下辖的一个乡镇级行政单位。

## 行政区划
凌笪镇下辖以下地区：
凌笪村、钱桥村、侯村、钱村、岗南村、方里村、下吴村和王桥村。